# Mahmud Gudarzí

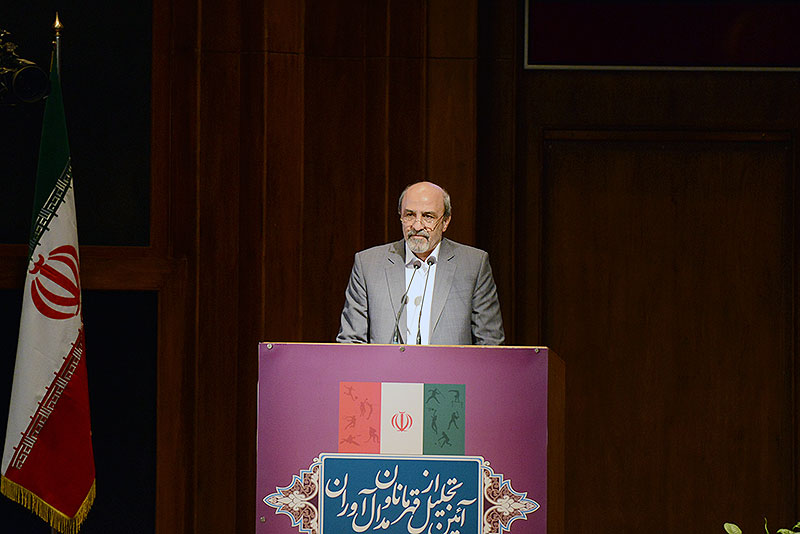

Mahmud Gudarzí, (n. Malayer, 1955) es un antiguo luchador, catedrático de la Facultad de Educación Física de la Universidad de Teherán y, desde el 17 de noviembre de 2013, ministro de Deportes y Juventud de la República Islámica de Irán.

## Deporte
Gudarzí practicó la lucha grecorromana entre 1969 y 1978, pudiendo citarse entre sus logros una victoria sobre Mohammad Baná (campeón de Asia en 1983 y entrenador del equipo nacional iraní en Juegos Olímpicos de Londres 2012). Gudarzí es autor de una decena de libros y numerosos artículos sobre deporte y organización deportiva.

## Carrera administrativa
Tras la Revolución de 1979, asume diversas funciones administrativas en el ámbito deportivo: entre 1980 y 1982, preside la Federación de Tiro de la República Islámica de Irán y actúa como secretario técnico del Instituto de Educación Física iraní; de 1984 a 1989, es responsable de Educación Física de la Yihad Universitaria; funda la Facultad de Educación Física de la Universidad de Teherán (UT), cuya secretaría administrativa y financiera desempeña durante 7 años; actúa como consejero pedagógico del director del Instituto de Educación Física entre 1985 y 1986; funda el Instituto de Educación de Árbitros y Entrenadores de Irán; entre 1997 y 2002, y después entre 2008 y 2013, asume el decanato de la Facultad de Educación Física de la UT; funda la primera revista científica iraní de temática deportiva (Harekat, en grafía persa حرکت). 

## Gobierno de Hasán Rouhaní
Tras el rechazo por la Asamblea Consultiva Islámica de tres candidatos presentados por el presidente de Irán, Hasán Rouhaní, para el Ministerio de Deporte y Juventud, Rouhaní presenta a Gudarzí, cuya candidatura es aprobada el 17 de noviembre de 2013 con 199 votos favorables, 44 votos contrarios y 24 abstenciones.